# NGC 6889
NGC 6889 ist eine Balken-Spiralgalaxie vom Hubble-Typ SBbc im Sternbild Pendeluhr am Südsternhimmel. Sie ist schätzungsweise 111 Millionen Lichtjahre von der Milchstraße entfernt und hat einen Durchmesser von etwa 30.000 Lichtjahren.

Im gleichen Himmelsareal befindet sich u. a. die Galaxie IC 4994.
Das Objekt wurde von dem Astronomen John Herschel am 9. Juni 1835 entdeckt.